# The Abyss

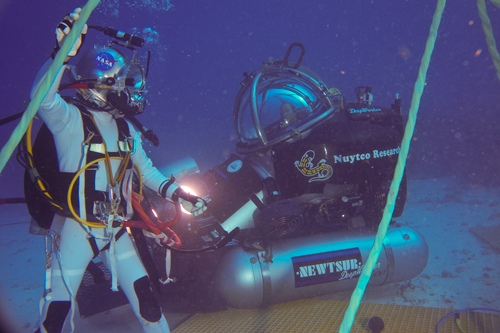
Equipos similares a los usados en la película.

The Abyss (Abyss en España, El secreto del abismo o El Abismo en Hispanoamérica) es una película estadounidense de 1989, del género de ciencia ficción, escrita y dirigida por James Cameron y protagonizada por Ed Harris, Mary Elizabeth Mastrantonio y Michael Biehn en los papeles principales. La película ganó un Óscar a mejores efectos especiales y obtuvo tres nominaciones a mejor fotografía, a mejor dirección artística y a mejor sonido.

## Argumento
A finales de la Guerra Fría, un submarino nuclear estadounidense, el USS Montana, choca con un objeto no identificado y queda destruido en el fondo del mar, en la fosa de las Caimán. La Armada decide enviar una nave nodriza, el Benthic Explorer, al lugar del hundimiento, llevando a bordo una unidad de marines al mando del teniente Hiram Coffey (Michael Biehn), con la misión de recuperar o destruir toda la información secreta. 
En las cercanías se encuentra una plataforma petrolífera submarina llamada Deepcore, la que la Armada decide usar como centro para efectuar la investigación. La nave nodriza y la plataforma son conectadas. Al grupo SEAL se suman la ingeniera diseñadora de la base, Lindsey Brigman (Mary Elizabeth Mastrantonio), y el jefe de la base, Virgil "Bud" Brigman (Ed Harris), exmarido de Lindsey, apoyados por un grupo de técnicos. Una tormenta se acerca al lugar del desastre y también algunas unidades de la Armada soviética, que justifican su presencia con la intención de ayudar. 
Finalmente logran encontrar al USS Montana a gran profundidad y tienen extraños encuentros con una criatura que los comienza a observar. Sin que nadie lo note, ni él mismo, el teniente Coffey comienza a sufrir los efectos de la inhalación excesiva de gases contenidos en sus tanques de oxígeno, lo que lo va llevando lentamente hasta un estado de paranoia, y decide sin consultarlo recuperar las ojivas nucleares de los misiles del USS Montana. 
La tormenta comienza a arreciar y es necesario separar las conexiones entre la nave nodriza y la base, pero no puede hacerse, ya que el teniente Coffey estaba usando en ese momento el único minisubmarino que podía efectuar la separación. La grúa que sostiene las conexiones no resiste y cae al mar directamente sobre la base y la empuja hasta dejarla al borde del abismo, muriendo algunos técnicos y miembros de SEAL. La misma criatura que los observa comienza a aparecer con frecuencia, al tiempo que la tensión entre los dos grupos aumenta, ya que se culpan mutuamente del desastre, lo que agudiza la paranoia del teniente Coffey, que decide enviar un minisubmarino llevando una ojiva nuclear con un detonador temporizado hacia el lugar de donde parece provenir la criatura, para destruirla. 
Bud y Lindsay logran matar al teniente Caffey al intentar detener al minisubmarino y salen en otro a la persecución, pero quedan atrapados en el camino. Finalmente logran regresar, y Bud decide bajar al abismo para detener la explosión. Esta vez lo hace llevando un traje submarino especial y usando una nueva técnica que reemplaza el gas de los tanques de oxígeno por un líquido, lo que le permitirá llegar al fondo del abismo. Cumplida su misión, se comunica con Lindsay para decirle que el nuevo líquido no le alcanza para regresar y se despide de ella. 
Ya en los últimos minutos de vida de Bud, aparece nuevamente la extraña criatura y lo provee de oxígeno (en la versión de 1993 suceden más cosas, por ejemplo: Los extraterrestres les hablan a Bud de la maldad del hombre) para luego enviarlo de regreso a la superficie.

## Antecedentes
H. G. Wells fue el primero en tratar la idea de aliens submarinos en su cuento de 1897  In the Abyss. 
La inspiración para The Abyss le vino a James Cameron a los 17 años cuando leyó que Francis J. Falejczyk había sido el primer humano en respirar fluido líquido en sus pulmones en experimentos del Dr. Johannes A. Kylstra. Subsecuentemente escribió sobre esta idea una historia corta. Años después, mientras hacía Aliens, Cameron vio un documental de National Geographic sobre vehículos en el Atlántico Norte y junto a la productora Gale Anne Hurd decidieron que The Abyss sería su próximo film. Cameron se casó con Gale antes de comenzar a rodar, se separaron en la producción y se divorciaron en 1989.

## Producción

### Preproducción
James Cameron empezó a tener la idea de hacer una historia centrada en el fondo del océano, cuando rodaba Aliens (1986) y ese pensamiento tuvo luego su motivación y desarrollo final, cuando vio un documental de National Geographic, el cual mostraba unas imágenes filmadas desde unos vehículos en el fondo del Atlántico, las cuales se convirtieron después en la base de la película.
El reparto y el equipo técnico entrenó bajo el agua durante una semana en las Islas Cayman. 
Esto fue necesario porque el 40 % de la acción de la cinta tenía lugar en el agua. Además, Cameron necesitaba hablar con los actores y grabar sus diálogos bajo el agua, para lo que su compañía desarrolló nuevas técnicas para ese fin.
Cameron planeaba rodar en las Bahamas, pero pronto se dio cuenta de que era imposible rodar en mar abierto. Consideró entonces ir a la isla de Malta, donde está el mayor tanque de agua del mundo, pero tampoco era adecuado para lo que él quería. Finalmente las escenas submarinas se filmaron en los Gaffney Studios, situados en Carolina del Sur, donde contaban con unas inusuales instalaciones: una central nuclear que la empresa energética Duke Power nunca llegó a finalizar.
Se usaron dos colosales tanques de agua. El primero estaba en el reactor primario de la fallida central y el segundo en un pozo para una turbina.
Can-Dive Services Ltd., una empresa canadiense especialista en tecnología submarina, construyó los dos batiscafos (el Flatbed y el Cab One) usados en la película. El sistema especial de respiración con líquido oxigenado fue experimentado con éxito en distintas pruebas. En la película se hacen pruebas con ratas que resistieron dicha prueba, y que murieron meses después por causas naturales.
También se filmó parte del metraje en el mayor lago subterráneo del mundo, una mina en Bonne Terre, Misuri.

### Rodaje
El rodaje comenzó el 15 de agosto de 1988, y en el primer día ya hubo una fuga de agua. El estudio contrató a expertos en reparación de presas para sellarla.
Cameron eligió como segundo director a Mikael Salomon, que usó tres cámaras especialmente diseñadas para trabajar bajo el agua. Las medidas de seguridad incluían una cámara de descompresión y un submarinista de apoyo para cada actor. Rodaron sus escenas a 11 m de profundidad y algunos técnicos a 17.
Muchos días necesitaron respirar oxígeno puro de bombas. Mary Elizabeth Mastrantonio tuvo una crisis nerviosa y Ed Harris rompió a llorar. Cameron admitió: "Yo sabía que este rodaje iba a ser duro, pero nunca pude imaginarme cuánto, no quiero volver a hacer algo así nunca". El crecimiento de las algas en los tanques también dio problemas, y la solución fue añadir más cloro, que provocó alergias en la piel a los buceadores.
Mary Elizabeth Mastrantonio recuerda que «nunca podíamos acabar una escena en un solo día». Mientras filmaban la escena de su "resucitación" la cámara se quedó sin película y ella, harta de estar empapada y con los pechos al aire, se fue del set. Michael Biehn ha declarado que estuvo allí cinco meses y solo actuó cuatro semanas. Tras 140 días y $4 millones de dólares sobre el presupuesto inicial el rodaje finalizó el 8 de diciembre de 1988. Tanto Ed Harris como Mary Elizabeth Mastrantonio se quejaron de las condiciones de trabajo durante el rodaje pero aun así aceptaron participar en su promoción.

### Posproducción
Para crear el tentáculo de agua Cameron pensó en usar inicialmente stop-motion, pero entonces Phil Tippett le sugirió contactar con Industrial Light & Magic. ILM diseñó un programa para producir superficies de efecto líquido. Para el momento en que el tentáculo imita la cara de Lindsey, la cara de Mastrantonio fue escaneada vía software. ILM tardó seis meses en crear los 75 segundos en que aparece la criatura. La película tenía que estrenarse el 4 de julio de 1989, pero se retrasó más de un mes mientras se añadían los efectos por computadora.
Los ejecutivos estaban muy nerviosos y se rumoreó que ordenaron cambiar el final. 
Cuando promocionó la película en Late Night with David Letterman, Cameron dijo que el presupuesto había sido de $43 millones de dólares.

## Recepción
A pesar de su perfección técnica, la película entró en la historia como el único fracaso comercial relativo de la carrera de James Cameron hasta el momento. Aun así, a pesar de que no consiguió en su momento un gran éxito, el director consiguió en 1993 volver a montar la película, quedando el metraje final en 163 minutos, frente a los 135 en que los había dejado en 1989 la distribuidora.

## Estrenos
| País                                                                          | Fecha de estreno                   |
| ----------------------------------------------------------------------------- | ---------------------------------- |
| Alemania                                                                      | Jueves 28 de septiembre de 1989    |
| Argentina                                                                     | Jueves 4 de enero de 1990          |
| Australia                                                                     | Jueves 14 de diciembre de 1989     |
| Austria                                                                       | Viernes 29 de septiembre de 1989   |
| Bélgica                                                                       | Miércoles 4 de octubre de 1989     |
| Belice · Costa Rica · El Salvador · Guatemala · Honduras · Nicaragua · Panamá | Lunes 25 de diciembre de 1989      |
| Bolivia                                                                       | Lunes 1 de enero de 1990           |
| Brasil                                                                        | Jueves 21 de diciembre de 1989     |
| Chile                                                                         | Viernes 12 de enero de 1990        |
| Chipre                                                                        | Viernes 29 de septiembre de 1989   |
| Colombia                                                                      | Jueves 14 de diciembre de 1989     |
| Corea del Sur                                                                 | Sábado 14 de abril de 1990         |
| Dinamarca                                                                     | Miércoles 11 de octubre de 1989    |
| Ecuador                                                                       | Miércoles 14 de febrero de 1990    |
| Egipto                                                                        | Lunes 22 de enero de 1990          |
| España                                                                        | Miércoles 8 de noviembre de 1989   |
| Estados Unidos · Canadá                                                       | Viernes 11 de agosto de 1989       |
| Filipinas                                                                     | Miércoles 20 de diciembre de 1989  |
| Finlandia                                                                     | Viernes 29 de septiembre de 1989   |
| Francia                                                                       | Miércoles 27 de septiembre de 1989 |

| País                | Fecha de estreno                   |
| ------------------- | ---------------------------------- |
| Grecia              | Viernes 29 de septiembre de 1989   |
| Hong Kong           | Jueves 21 de diciembre de 1989     |
| Hungría             | Jueves 21 de junio de 1990         |
| India               | Viernes 18 de mayo de 1990         |
| Israel              | Viernes 10 de noviembre de 1989    |
| Italia              | Viernes 22 de diciembre de 1989    |
| Jamaica             | Miércoles 18 de octubre de 1989    |
| Japón               | Sábado 10 de marzo de 1990         |
| Malasia             | Jueves 21 de diciembre de 1989     |
| México              | Viernes 3 de noviembre de 1989     |
| Noruega             | Jueves 2 de noviembre de 1989      |
| Nueva Zelanda       | Viernes 24 de noviembre de 1989    |
| Países Bajos        | Jueves 14 de diciembre de 1989     |
| Perú                | Jueves 11 de enero de 1990         |
| Portugal            | Jueves 30 de noviembre de 1989     |
| Puerto Rico         | Jueves 31 de agosto de 1989        |
| Reino Unido Irlanda | Viernes 13 de octubre de 1989      |
| Serbia y Montenegro | Martes 28 de noviembre de 1989     |
| Singapur            | Jueves 9 de noviembre de 1989      |
| Sudáfrica           | Martes 26 de diciembre de 1989     |
| Suecia              | Viernes 29 de septiembre de 1989   |
| Suiza               | Miércoles 27 de septiembre de 1989 |
| Tailandia           | Sábado 24 de marzo de 1990         |
| Taiwán              | Sábado 23 de septiembre de 1989    |
| Turquía             | Viernes 20 de abril de 1990        |
| Uruguay             | Lunes 1 de enero de 1990           |
| Venezuela           | Miércoles 13 de diciembre de 1989  |